# Stary most Kaszczorek – Złotoria
Stary most Kaszczorek – Złotoria – most na Drwęcy, łączący toruńskie osiedle Kaszczorek z podmiejską wsią Złotoria. Został wybudowany w 1893 roku. Budowla wpisana jest do gminnej ewidencji zabytków (nr 2157).

## Historia
Most wybudowano w 1893 roku i oficjalnie otwarto 16 grudnia tegoż roku. Pobierano na nim opłaty. W 1913 roku most został po raz pierwszy zniszczony. W 1914 roku obiekt wzmocniono stalowymi elementami. W trakcie kampanii wrześniowej most został wysadzony przez oddział saperów polskiej Armii „Pomorze”. Przeprawę odbudowały władze niemieckie w latach 1940–1941.
Most funkcje drogowe pełnił do lat 70. XX wieku, kiedy w niewielkiej odległości wybudowano nowy most betonowy. Na skutek złych technologii w latach 90. groził zawaleniem. W 1999 roku został rozebrany i zbudowany od nowa. Na początku XXI wieku (m.in. w 2013) most kilkakrotnie był częściowo niszczony – na skutek podpaleń – i odremontowywany. Kolejny remont przeprowadzono w 2014 roku.
W 2024 roku z powodu uszkodzenia drewnianej konstrukcji most został zamknięty.

## Konstrukcja
Na podporach (dwóch żelbetowych w nurcie rzeki oraz dwóch stalowych na rzecznej skarpie) i stalowych przęsłach ułożona jest drewniana nadbudowa.